# London Necropolis Company
London Necropolis Company (LNC) formalmente conocida como London Necropolis & National Mausoleum Company, fue una operadora de cementerios hasta 1972. Fue establecida por la ley parlamentaria de 1852, como resultado de una crisis causada por la clausura del cementerio London's Graveyards en 1851. La LNC trató de crear un único cementerio lo suficientemente grande para acomodar, en el futuro, a todos los restos fúnebres de Londres.
Los fundadores de la compañía se dieron cuenta de que el ferrocarril, una tecnología de reciente invención, permitía trasladar los restos a lugares lejanos de las áreas pobladas para que fueran enterrados, mitigando así los riesgos de salud pública causados por vivir cerca de cementerios. En consecuencia, la compañía compró una gran extensión de tierra en Brookwood, Surrey, aproximadamente a 25 millas de Londres, convirtiendo una parte del lugar en el Cementerio de Brookwood (en inglés Brookwood Cemetery). Así mismo, se construyó una línea especial de ferrocarril, London Necropolis Railway, que conectaba el nuevo cementerio con la ciudad.
La mala gestión financiera y disputas internas provocaron retrasos en el proyecto, para cuando el Cementerio Brookwood abrió, en el 1854, otros cementerios ya habían abierto o estaban en proceso de apertura en zonas más cercanas a Londres. Aunque algunas parroquias dispusieron llevar los restos de sus feligreses a la LNC, la mayoría prefería cementerios más cercanos. La LNC había previsto atender entre 10.000 y 50.000 entierros al año, sin embargo nunca rebasó los 4.100 por año, alcanzando únicamente 231.730 entierros en sus 150 años de operación. Comprar el terreno para el cementerio, construirlo, así como abrir una línea férrea fue demasiado caro para la compañía; así que para cuando el cementerio fue inaugurado, la LNC ya estaba al borde de la quiebra. La empresa permaneció solvente gracias a la venta de las partes sobrantes del terreno, pero debido a la lejanía del lugar, había pocos interesado y los precios eran bastante bajos.
Desde 1880 la LNC empezó un programa más agresivo para maximizar sus ganancias. El proceso para la venta de las partes sobrantes del terreno, tuvo como resultado un incremento en las ganancias. La LNC desarrolló en su terreno de Hook Heath, Woking un complejo habitacional y un campo de golf, creando un nuevo suburbio en el lugar y obteniendo un ingreso estable proveniente de las rentas. Después de un fallo de la corte en 1884 que declaraba la cremación de los restos como una práctica legal en Inglaterra, la London Necropolis Company se aprovechó de su cercanía con el Crematorio de Woking (Woking Crematorium) para proporcionar servicios de traslado de los cuerpos y sus acompañantes en su línea férrea; y a partir de 1910 empezó a ofrecer el entierro de cenizas en un columbario especial. La LNC proporcionó el terreno para un gran número de cementerios militares y memoriales en Brookwood, después de la Primera y Segunda Guerra Mundial. En 1941 la estación ferroviaria London Necropolis Railway fue severamente dañada por los ataques con bombas, ocasionando su posterior abandono.
El aumento en los precios de las propiedades de Surrey en las décadas de 1940 y 1950 permitió que la LNC se volviera cada vez más rentable, pero esto también la convirtió en el blanco de los especuladores inmobiliarios. En 1959 una hostil adquisición terminó con la independencia de la compañía, de 1959 a 1985 una continua sucesión de propietarios despojó a la compañía de sus partes rentables, dejando a una grupa empresarial operando un cementerio prácticamente abandonado. En 1985, lo que quedaba de la empresa se convirtió en propiedad de Ramadam Güney, quien se dispuso a revivirla. Se estrecharon lazos con las comunidades musulmanas de Londres, en un intento por atraer más clientes; además se inició un lento programa de limpieza y restauración de las secciones abandonadas, el cual no tuvo el éxito esperado. London Necropolis Company ejerció mucha influencia tanto en la industria funeraria como en el desarrollo de las áreas cercanas a Woking. Cabe mencionar que el Cementerio de Brookwood (en inglés Brookwood Cemetery) es el panteón más grande del Reino Unido.

## Antecedentes

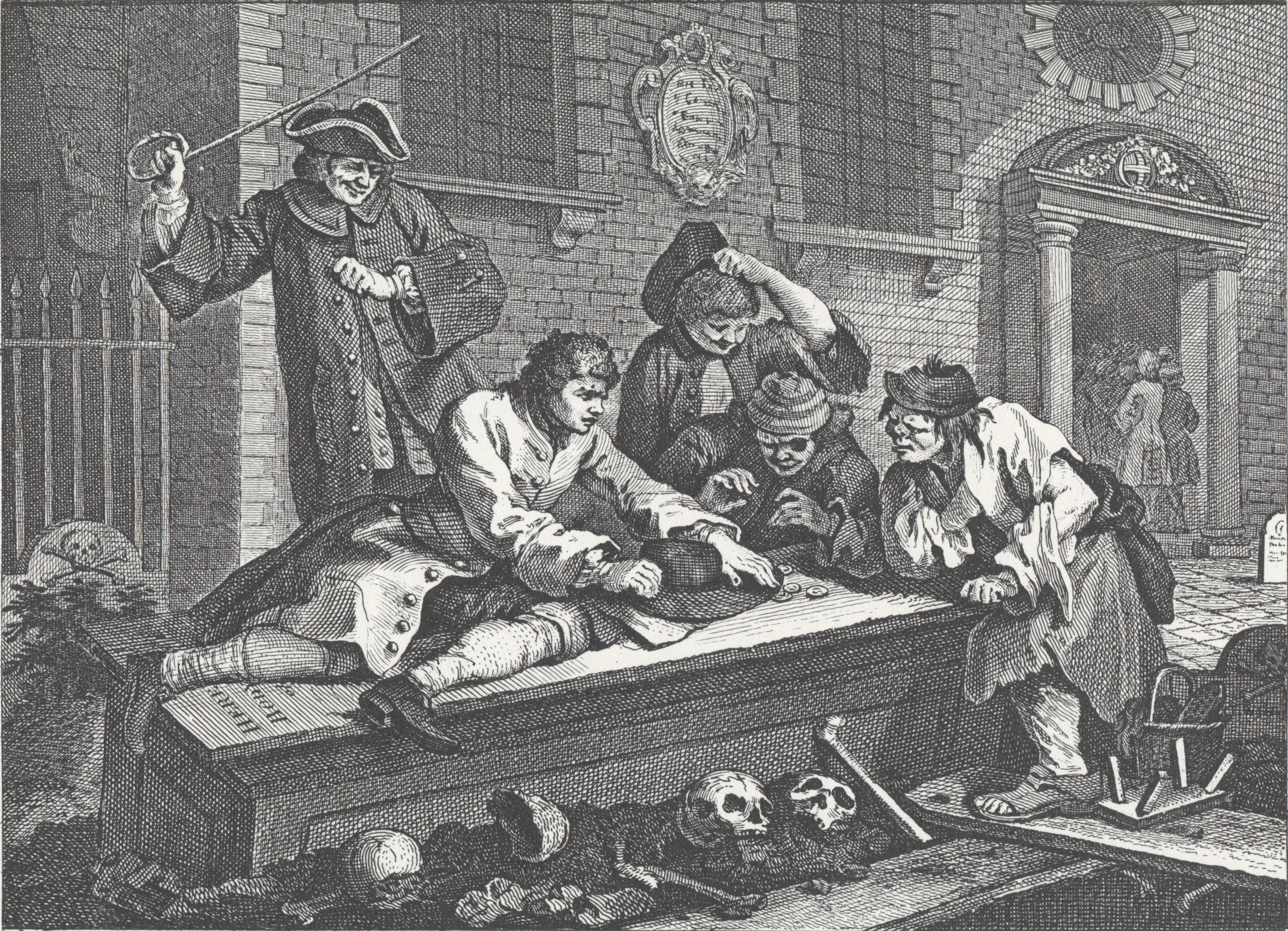
Los patios de las iglesias de Londres eran pequeños y sufrían de hacinamiento por el gran número de cadáveres. Las tumbas existentes eran regularmente exhumadas para abrir espacio a nuevas sepulturas, por lo que algunos restos permanecían dispersos sobre la superficie.

Desde la conversión de Londres al cristianismo a principios del siglo VII, los restos de las personas eran enterrados dentro y en los alrededores de las iglesias. Debido a que había muy poco espacio para los entierros, las tumbas más viejas solían ser exhumadas para dar espacio a los nuevos restos fúnebres, mientras que los restos de los anteriores ocupantes eran trasladados a osarioe o fosas comunes para su almacenamiento. En el Siglo XIV los osarios y fosas comunes estaban tan saturados que los huesos exhumados eran nuevamente sepultados en las tumbas donde habían sido enterrados por primera vez, o bien, eran enterrados en otras fosas menos llenas; a pesar de esta práctica, a mediados del siglo XVII, Londres tenía una seria escasez de espacios para entierros. La propuesta de Christopher Wren de utilizar la reconstrucción de la ciudad tras el Gran Incendio, como una oportunidad para establecer nuevos cementerios en las afueras de la ciudad y dejar de enterrar a las personas en los patios de las iglesias fue rechazada, pues si bien el proyecto fue aprobado por el rey y el parlamento, la Corporation of London (el cuerpo que gobierna la ciudad) lo vetó, por lo que las sepulturas siguieron llevándose a cabo en las iglesias que habían sido reconstruidas.
En la primera mitad del siglo XIX, la población londinense se incrementó en más del doble, de un poco menos de un millón de habitantes en 1801 pasó a más de 2 millones en 1851. A pesar de este rápido crecimiento, la cantidad de espacios destinados para los cementerios y las tumbas no sufrió ningún cambio, manteniéndose en 300 acres cuadrados aproximadamente, y distribuidos a lo largo de 200 sitios pequeños. La dificultad de excavar sin dañar a las tubas ya existentes condujo a que los cuerpos fueran simplemente amontonados, uno sobre otro, adaptándose al espacio disponible para poder cubrirlos con una delgada capa de tierra. En las zonas más llenas, las tumbas relativamente nuevas tenían que ser exhumadas para dar paso a más entierros. En ocasiones, grandes fosas eran excavadas en lugares ya ocupados, desenterrando antiguos restos y acomodando a los nuevos en el espacio disponible. El material intacto de los funerales era vendido en un mercado floreciente, el de los ataúdes de segunda mano. En algunos casos la madera de los ataúdes era utilizada como combustible doméstico y los huesos exhumados eran transportados al norte de Inglaterra para ser vendidos como fertilizante. Los cadáveres en descomposición contaminaban las fuentes que suministraban el agua, lo que provocaba que la ciudad sufriera frecuentemente de epidemias de cólera, viruela, sarampión y tifoidea. En 1842 la edad promedio de vida para un profesional en Londres era de 30 años, mientras que la de un obrero era de 17 años.
Durante este tiempo, las políticas de salud pública eran influenciadas por la teoría miasmática de la enfermedad (la creencia de que las partículas en el aire liberadas por la carne en descomposición eran el principal factor de la propagación de enfermedades contagiosas), así mismo el mal olor, el riesgo de enfermedades causadas por los cuerpos en descomposición y los fosas exhumadas provocaron una gran preocupación pública. En 1842 la Comisión Real, establecida para investigar el problema, concluyó que los cementerios de Londres habían rebasado el límite de su capacidad, el problema era tan grave que resultaba imposible excavar una nueva tumba sin dañar las existentes. El comisionado de la campaña de sanidad, Edwin Chadwick, testificó que cada año 20 000 adultos y 30 000 niños eran enterrados en un espacio menor a 218 acres cuadrados, no obstante dichos espacios ya estaban llenos de cadáveres. La Comisión también se enteró de que el cementerio Spa Fields ubicado en Clerkenwell, había sido diseñado para alojar 1000 cuerpos, pero en realidad albergaba 80.000 tumbas. En toda la ciudad, los sepultureros se veían obligados a triturar los cuerpos con el fin de meter los restos en los pequeños espacios disponibles. Entre 1848 y 1849 una epidemia de cólera mató a 14.601 personas en Londres, llevando al colapso al sistema de cementerios de la ciudad. Muchos cuerpos fueron apilados en montones, en espera de sepultura, ente ello, tumbas relativamente nuevas fueron exhumadas para abrir paso a a nuevos entierros.

### Soluciones propuestas ante la crisis del sistema de cementerios
A raíz de la preocupación pública debido a la epidemia y los resultados de la Comisión Real, la enmienda de las leyes relativas al entierro de los muertos en la metrópolis (Burial Act en inglés) fue aprobada en 1851. Bajo esta nueva ley se prohibieron más entierros en las zonas urbanas de Londres. Siete grandes cementerios habían sido recientemente abiertos cerca de Londres o bien, se encontraban en proceso de apertura, convirtiéndose temporalmente en los cementerios más grandes de la ciudad. La propuesta de Francis Seymour Haden de trasladar los cuerpos de Londres al Estuario del Támesis como un medio de recuperar esas tierras tuvo muy poco apoyo; el gobierno buscó alternativas para evitar que el creciente número de muertes en la capital del Reino Unido inundara los nuevos cementerios, tal como había sucedido con los viejos.
Los nuevos cementerios fueron ubicados en los suburbios, y tenían un tamaño de sólo 282 acres cuadrados, sin embargo, el Consejo de Salud no consideró a ninguno de ellos como lugares adecuados para el uso a largo plazo. Como una solución de largo plazo a la crisis, Edwin Chadwick propuso la clausura de todos los cementerios cercanos a las zonas urbanas de Londres a excepción del Cementerio de Kensal Green, de propiedad privada, el cual sería nacionalizado y ampliado para crear un solo cementerio para el oeste de la ciudad. Un gran terreno de aproximadamente 9 millas (14,4840 km) ubicado en el sureste de Londres, en el vecindario de Abbey Wood (en el sitio de la actual Thamesmead) fue comprado para convertirse en el cementerio del este de Londres. Se planeaba trasladar los cuerpos a los nuevos cementerios a través del río, y con ello se acabarían los entierros dentro de la ciudad.
La Oficina del Tesoro se mostró escéptica de que el proyecto de Chadwick fuera financieramente viable. El esquema también se topó con la preocupación pública generalizada debido al impacto que tendría el control monopólico sobre la industria funeraria, ya que el gobierno se haría cargo de una industria anteriormente controlada por entidades religiosas y empresarios privados. El proceso de descomposición, en ese entonces, no era completamente comprendido, por lo que existía la creencia de que 12⁄13 (92%) de los cuerpos en descomposición estaban dispersos en forma de gas; ante ello las autoridades locales de los lugares donde se había planeado construir los cementerios estaban horrorizados al esperar unos 3.000.000 de pies cúbicos de miasma (vapores transmisores de enfermedades) al año. Aunque la ley de entierros de 1850 autorizó que el proyecto de Chadwick se llevara a cabo, la enmienda de 1852 rechazó la autorización.

## Richard Broun y Richard Sprye
«Un área de tierra tan distante, lejana de cualquier posible expansión de la ciudad; suficientemente grande para permitir su subdivisión, en distintas porciones para el entierro de cada secta del público Cristiano, la creación de compartimentos separados ... [y] una Iglesia con un mausoleo, capillas funerarias, mausoleos privados, bóvedas y catacumbas lo suficientemente grandes para albergar, no sólo a los miles de ataúdes que ahora están dentro de nuestras numerosas iglesias metropolitanas, sino también los ataúdes de los londinenses moribundos de esta y de las generaciones futuras... [Un] lugar grandioso y digno de reunión para la mortalidad de una nación poderosa. Una última casa y cama de reposo, donde las cenizas de los ricos y pobres, los fuertes y los débiles, los sabios y los ignorantes, los malos y los buenos, los ociosos y los trabajadores, puedan descansar juntos.»
Sir Richard Broun, 1851

Mientras se llevaban a cabo las negociaciones para que el Estado tomara el control de los entierros, una propuesta alternativa estaba siendo diseñada por Richard Broun y Richard Sprye. Broun y Sprye intentaron utilizar la naciente tecnología del transporte terrestre mecanizado para dar una solución definitiva al problema de los muertos en Londres. Ellos previeron la compra de un terreno muy extenso a 23 millas (37 km ) de Londres, en Brookwood, cerca de Woking, Surrey, el cual sería llamado Cementerio de Brookwood (en inglés Brookwood Cemetery) o London Necropolis. A esa distancia, el terreno estaría lo suficientemente lejos de la ciudad, incluso si ésta se expandiera más, logrando reducir los riesgos potenciales causados por el miasma. En el siglo XVIII esta zona había sido apodada "El basurero de Woking", pues el suelo era de baja calidad para las actividades agrícolas y de ganadería, por lo que los terrenos estaban disponibles a precios muy bajos. La compañía de ferrocarriles London and South Western Railway (LSWR) —que había conectado a Londres con Woking en 1838— permitiría que los restos fúnebres y sus acompañantes fueran fácilmente trasladados de Londres al cementerio. Broun consideró que serían necesarios trenes especiales para transportar los ataúdes, cada tren llevaría entre 50 y 60 cuerpos. Los viajes se harían muy temprano en la mañana o muy tarde en la noche, para que los ataúdes fueran almacenados en el cementerio hasta el momento del funeral. Los familiares y acompañantes de los cuerpos serían llevados al cementerio en un tren de pasajeros durante el día.
El cuerpo de agua que atraviesa el cementerio norte es el Canal de Basimgstoke. Aunque este diseño fue abandonado a favor de un solo sitio al sur de la vía férrea se mantuvo la división del terreno: el sur para los anglicanos y el norte para el resto de las iglesias.
Broun calculaba que un terreno con una superficie de 1,500 acres cuadrados podría ser suficiente para un total de 5,830,500 tumbas en una sola capa. La legislación que autorizaba la construcción del Cementerio de Brookwood (Brookwood Cemetery) no permitía que se construyeran fosas comunes en el lugar, y los entierros estaban restringidos a una familia por tumba. Si la práctica de enterrar a una sola familia en cada tumba hubiera sido abandonada, y se continuara con la práctica tradicional de 10 entierros por tumba, el sitio habría podido albergar un total de 28.500.000 cuerpos. Asumiendo que morían 50.000 personas al año y que la mayoría de las familias con frecuencia decidían compartir una misma tumba, Broun calculó que incluso con la prohibición de hacer fosas comunes, llevaría unos 350 años llenar una sola capa del cementerio. Aunque el terreno en Brookwood se encontraba a gran distancia de Londres, Broun y Spye argumentaron que el ferrocarril posibilitaría que el traslado fuera más rápido y barato que ir a cualquiera de los otros siete cementerios de las afueras de Londres, pues para ir a ellos se necesitaba de una carroza tirada por caballos para trasladar el cuerpo y a sus acompañantes, sin embargo este medio de transporte era lento y costoso..

### Oposición
Los accionistas de la London and South Western Railway (LSWR) estaban preocupados por el impacto que tendría el cementerio en las operaciones del ferrocarril. En agosto de 1852 durante una reunión que tuvieron los accionistas se señalaron las preocupaciones sobre el impacto de los trenes fúnebres en el tráfico normal y sobre la forma en que se hacían las negociaciones entre la LSWR y los promotores del cementerio, ya que éstas se llevaban a cabo en secreto. La administración de LSWR declaró que otorgaría a los operadores del cementerio una concesión que consistía en el uso de un solo tren al día. Charles Bloomfield, obispo de Londres se opuso desde un principio a la idea de transportar los restos en un ferrocarril; él argumentaba que el ruido y la velocidad a la que iban los ferrocarriles era incompatible con la solemnidad de los entierros cristianos, además consideraba inapropiado que familias de diferentes orígenes tuvieran que compartir un mismo tren, ya que eso degradaba la dignidad de los fallecidos, pues en un mismo tren se trasladarían los restos de personas distinguidas junto con los de personas que habían llevado una vida inmoral. Igualmente, Henry Drummond, miembro del Parlamento por la circunscripción de West Surrey que cubría el sitio Brookwood, James Mangles, diputado por la circunscripción vecina de Guildford, y el defensor la reforma laboral Lord Ashley (más tarde Lord Shaftesbury) presionaron en contra de la propuesta. Drummond consideraba al proyecto como una cortina de especulación, pues creía que los promotores sólo planeaban utilizar 400 acres cuadrados (1.6 km²) del terreno para la construcción del cementerio, mientras que el 80 % del lugar sería utilizado para el desarrollo de complejos habitacionales. Mangles sentía que las personas de Woking no estaban siendo justamente compensadas por la pérdida de sus derechos históricos para utilizar las tierras comunales; Ashley sintió que la Ley de Entierros Metropolitanos de 1850 fue una victoria de la campaña para poner fin a la especulación privada por mortalidad, ya que el nuevo esquema revertiría esas ganancias; no obstante le preocupaba las implicaciones sanitarias a las que se tendrían que enfrentar al transportar los cadáveres y almacenarlos en la terminal de Londres mientras se esperaban los trenes que se dirigirían a Brookwood.

## Formación de London Necropolis Company
A pesar de la oposición, el 30 de junio de 1852 se aprobó la enmienda que autorizaba la creación del London Necropolis & National Mausoleum Company, dando al proyecto de Brookwood el consentimiento del parlamento para proceder. Las antiguas tierras comunales de Woking, en Broowood, fueron elegidas para fundar el nuevo cementerio. En un intento por impedir que LSWR explotara, sin límite alguno, el acceso al cementerio, la ley privada del parlamento establecía que LSWR se encargaría, perpetuamente, de llevar los cuerpos y a sus acompañantes al cementerio, para ello se fijó una tarifa máxima que podría ser aplicada en caso de mucho tráfico por funerales, mas no había ninguna especificación sobre la operación de los trenes.
A esas alturas, Broun y Sprye habían perdido el control del proyecto. El 1 de abril de 1851, un grupo de depositarios dirigidos por el comisario William Voules, adquirió los derechos del proyecto por una suma de £20,000 (alrededor de 1.69 millones de libras en términos del poder adquisitivo del 2016), y una vez que la ley había sido aprobada por el Parlamento, fundaron London Necropolis & National Mausoleum Company, sin tener en cuenta su acuerdo con los promotores originales. Estos nuevos depositarios mostraron ineptitud al gastar grandes cantidades de dinero; mientras tanto Richard Broun presionó en contra de las «declaraciones falsas y las afirmaciones ambiguas» de los fiduciarios. Con los financieros escépticos de la viabilidad del proyecto de Voules y la incapacidad de sus nuevos depositarios para reunir los fondos necesarios para la compra del sitio propuesto, en 1853, en medio de acusaciones de irregularidades en la votación, además del problema que atravesaba la empresa al no poder pagar los dividendos prometidos, varios de los directores renunciaron, incluyendo Voules, por lo que la confianza en el proyecto se derrumbó.
El proyecto de Broun había previsto que el cementerio se construyera a ambos lados de la línea principal del ferrocarril, así mismo se contemplaba que las líneas férreas sirvieran como división del lugar, pues cada religión tendría su propia sección y por lo tanto su propia capilla. El nuevo ingeniero de la compañía, William Cubbit, rechazó esta idea y recomendó la construcción de un solo recinto al sur de la línea del ferrocarril. De la misma forma, la compañía consideró poco realista la idea de Broun de llevar los ataúdes en trenes especiales, alegando que las familias no iban a querer que el cuerpo del fallecido fuera trasladado en un vagón separado al de los acompañantes.

## Cementerio de Brookwood
En septiembre de 1853, un Comité de Investigación sobre el mal manejo de los recursos de la compañía, recomendó la expulsión de los cuatro administradores restantes, así como una reforma de la misma bajo un nuevo consejo de administración; todo esto fue aprobado unánimemente por los accionistas, y con ello se comenzaron los trabajos.
Un terreno de 2.200 acres cuadrados (8,9 km²) que se extendía desde Woking hasta Brookwood fue adquirido por la empresa. 400 acres cuadrados (1.6 km²), en la zona occidental del lugar, fueron asignados para el cementerio, además en esta sección fue construida una línea de ferrocarril de la LSRW. De igual forma una porción de tierra entre Westminster Bridge Road y la calle York (actualmente Lake Street) fue elegido como el sitio para la terminal del ferrocarril de Londres. El arquitecto William Tite y el ingeniero William Cubitt bosquejaron el diseño para la estación, siendo este aprobado en junio de 1854 y concluido en octubre del mismo año. En julio de 1854 se comenzaron los trabajos en el drenaje de las marismas designadas para el cementerio y la construcción de los muros de contención que servirían de estructura para el ferrocarril del cementerio.
Con la ambición de convertirse en el único lugar de enterramientos de Londres, la LNC era consciente de que si sus planes tenían éxito, la Necropolis se convertiría en un lugar de importancia nacional. Como consecuencia, el cementerio fue diseñado de forma atractiva, en contraste con los cementerios escuálidos y congestionados de Londres, así como los más nuevos que se habían edificado a las afueras de la ciudad y que para entonces ya se estaban llenando.
La LNC tenía como objetivo crear un clima primaveral dentro del cementerio, por lo que escogió sólo cierto tipo de plantas. Ya se había observado que las plantas de hoja perenne de América del Norte sobrevivían a las condiciones del suelo local, por esa razón Robert Donald, dueño de un arboretum cerca de Woking, fue contratado para suministrar los árboles y arbustos para el cementerio. La línea del ferrocarril que atravesaba el cementerio y los principales caminos dentro de este estaban rodeados por gigantescas secoyas; esta fue la primera plantación significativa de estos árboles en la Gran Bretaña. Además de las Secoyas gigantes, en el terreno se plantaron una gran cantidad de flores como de magnolias, rododendros, secoya roja, y azáleas, con el objetivo de tener una esencia floral permanente a lo largo del cementerio.
El 7 de noviembre de 1854 el nuevo cementerio abrió sus puertas; la zona sur del sitio, dedicada a los anglicanos, fue consagrada por el obispo de Winchester, Charles Summer. En aquel entonces era considerado el cementerio más grande del mundo. El 13 de noviembre de ese mismo año, el primer tren partió de la estación London Necropolis Railway con dirección al cementerio, transportando los cuerpos de los gemelos del Sr. y la Sra. Hore, vecinos de la calle Ewer Street.

Hace pocos años la idea de fundar un cementerio para la ciudad, que estuviera a más de 20 millas de distancia, habría sonado como algo absurdo. Sin embargo, el día de ayer, presenciamos la transformación de esa idea en una realidad...
 A una corta distancia de la estación Woking, el campo, sin variar su carácter general de esterilidad y dureza, se vuelve ligeramente ondulado y ofrece características, que con ayuda del arte, se vuelven más que placenteras. La London Necropolis Company sin duda pone en la sombra los intentos anteriores de realizar los entierros fuera de la ciudad...
Era necesario que la ciudad más grande del mundo tuviera el cementerio más grande del mundo.
The Times, 8 de noviembre de 1854

## La línea férrea del Cementerio
El terreno de Brookwood había sido elegido intencionalmente por su distancia a Londres. En el momento de su apertura, la única manera práctica de llegar al cementerio era por ferrocarril. William Cubitt decidió que el terreno donde inicialmente se planeaba construir el cementerio era más adecuado para una línea férrea, por lo que a principios de septiembre de 1854 se comenzó a trabajar en el terraplén y en los carriles para la nueva línea de ferrocarril; la línea fue terminada dos meses más tarde, justo a tiempo para su apertura. El cruce con la línea LSWR, más conocido como Cruce Necrópolis (Necropolis Junction en inglés), estaba situado hacia el oriente, esto obligaba a los trenes que iban y venían de Londres a dar marcha atrás dentro y fuera de la línea del cementerio. La mala calidad del suelo, razón por la que el terreno había sido comparado a un precio muy bajo, no era adecuada para tender las vías del ferrocarril. Los rieles y en particular las traviesas, se deterioraban bastante rápido y necesitaban ser reemplazadas constantemente.

### Estaciones de tren de Londres

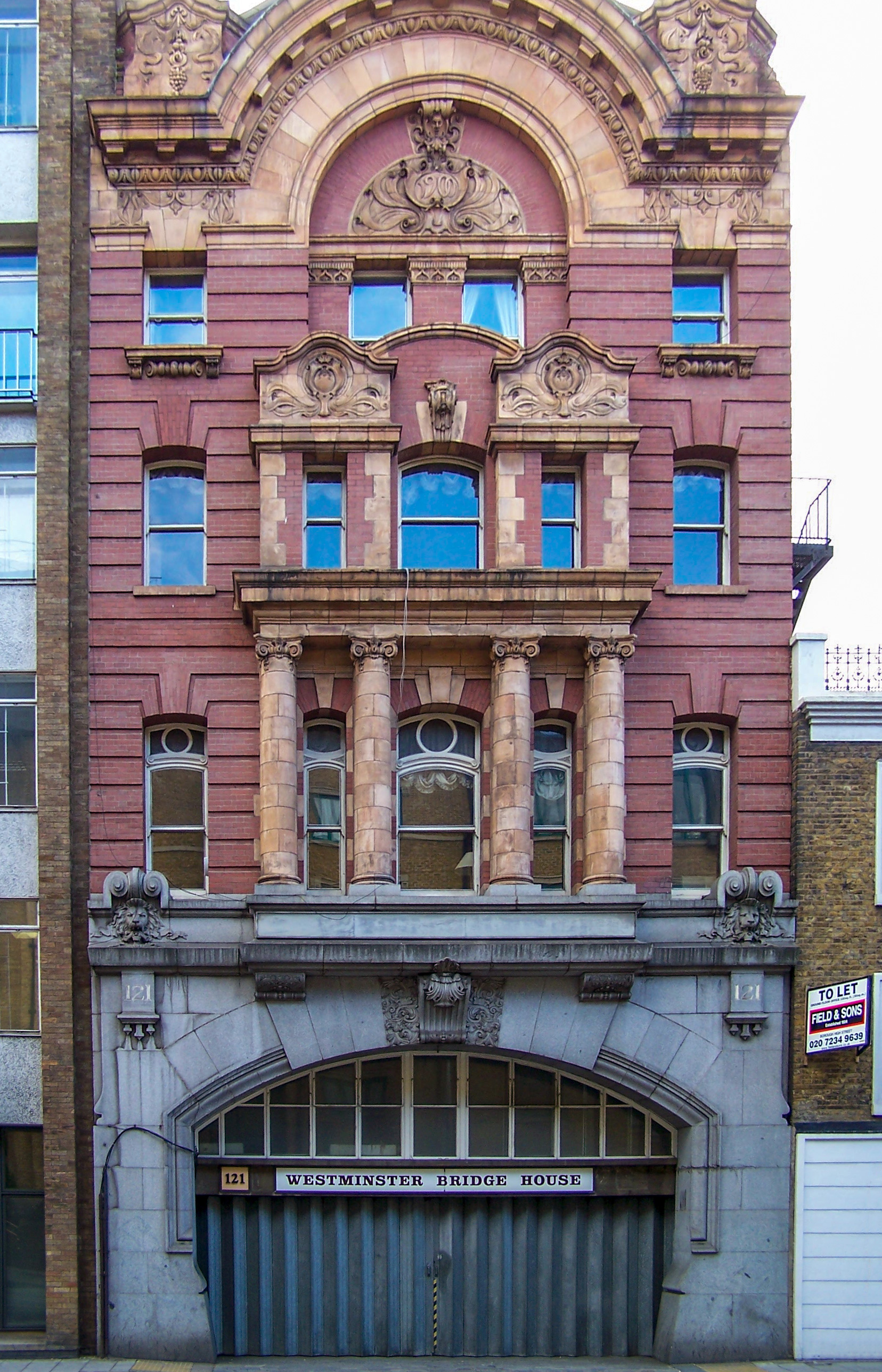
La oficinas de la LNC en la calle Westminster Bridge Road, así como la entrada a la segunda terminal de Londres, abierta en 1902.

Richard Broun sugirió un sitio cerca de Waterloo para la terminal de Londres puesto que su proximidad con el río Támesis permitía que los cuerpos fueran transportados por agua desde Londres a la terminal, a un precio más bajo; así mismo al estar cerca de los tres puentes más importantes del Támesis el acceso al lugar, ya fuera por la zona norte o sur, era más sencillo. Los arcos de ladrillo del viaducto que sostienen al ferrocarril LSWR en la estación de Waterloo Bridge (hoy estación London Waterloo) fueron fácilmente convertidos en depósitos de cadáveres. Broun también consideraba que el viaje fuera de Londres, desde Waterloo Bridge sería menos desgastante para los dolientes, pues mientras la mayoría de las rutas de ferrocarril pasaban a través de túneles, cortes profundos o por medio de áreas densamente pobladas, la ruta LSWR hacía su recorrido prácticamente a través del campo y zonas verdes. En marzo de 1854 London Necropolis Company (LNC) adquirió una pedazo de tierra entre la calle Westminster Bridge Road y York Street (ahora Leake Street). El arquitecto William Tite y el ingeniero William Cubitt hicieron un diseño para la estación, el cual fue aprobado en junio de 1854 y completado en octubre del mismo año.
Como la estación lindaba con los arcos del viaducto de la LSWR, esto suponía un obstáculo a cualquier incremento en el número de líneas que comunicaran con la estación de Waterloo (renombrada Waterloo Bridge Station en 1886). El crecimiento urbano en el área de lo que hoy es el suroeste de Londres, zona por donde transitaban los trenes de Waterloo, dio lugar a una congestión en la estación, por lo que en 1896 la LSWR presentó formalmente a la LNC una propuesta para proveer al cementerio con una nueva estación y cerrar la existente. La LNC aceptó la propuesta a cambio de que LSWR le permitiera diseñar y arrendar la nueva estación por una cantidad simbólica a perpetuidad, la LNC también pedía que se cambiaran los trenes viejos por nuevos, se eliminara cualquier límite sobre el número de pasajeros que podían utilizar el servicio, y que fuera gratuito el transporte de la maquinaria y los instrumentos utilizados en el cementerio. A pesar de que la LSWR consideraba estas demandas como excesivas, en mayo de 1899 ambas empresas firmaron un acuerdo en el que LSWR cedía a cada una de las peticiones de la London Necropolis Company (LNC). Además la LSWR pagó una compensación de £12,000 (alrededor de £1.22 millones en términos del poder adquisitivo de 2016) por el inconveniente de reubicar la estación de la LNC y sus oficinas, también se acordó que los dolientes que regresaban del cementerio podían viajar en cualquier tren de la LSWR que fuera a Waterloo, Vauxhall o Clapham. El terreno de la nueva terminal fue comprado por LSWR en 1899, al sur de la terminal existente y al lado opuesto de la calle Westminster Bridge Road. Esta estación fue terminada el 8 de febrero de 1902, ampliando el viaducto LSWR y destruyendo todo rastro de la terminal original de la LNC, para tener una estación más grande. Ambas estaciones estaban completamente hechas de madera, a excepción de las chimeneas, y las plataformas que estaban construidas con ladrillos.

### Estaciones de tren del cementerio
Las dos estaciones del cementerio eran bastante similares en cuanto al diseño. La estación del norte atendía a la sección del cementerio que correspondía a los Inconformistas, mientras que la del sur ofrecía sus servicios a la sección anglicana. Siguiendo el consejo de William Cubitt las dos estaciones del cementerio fueron construidas como estructuras temporales, pues se necesitaría reconstruirlas una vez que el ferrocarril estuviera en funcionamiento y fueran más claros los problemas relacionados con la operación de un ferrocarril de esa naturaleza. Cada estación tenía una recepción y una sala de descanso para los pasajeros/acompañantes de primera clase y otra para los ordinarios, así mismo había un conjunto de pequeños apartamentos para el personal de la LNC. Para impresionar a los visitantes del cementerio que llegaban a las estaciones, en los alrededores de éstas se sembraron laureles, cedros de Líbano y laurel portugués.
En el momento en el que el cementerio abrió, la estación de ferrocarril más cercana era la de Woking (en inglés Woking Railway Station), a 4 millas (6.4 km) de distancia. Como solamente había una corrida al día de Londres al cementerio y de regreso, incluso cuando había funerales agendados, el acceso al cementerio era difícil tanto para los acompañantes de los fallecidos como para los trabajadores de la LNC. A pesar de que en las negociaciones que condujeron a la creación del cementerio el LSWR había dicho a la LNC que planeaba construir una estación principal cerca del cementerio, eso no había sucedido, fue hasta el 1.º de junio de 1864 que el LSWR finalmente abrió la estación Brookwod Railway. A partir de entonces, en la zona norte de la nueva estación, empezó a crecer un pequeño pueblo.

## Entierros
«Antes los cadáveres eran llevados a cualquiera de las casas de acogida debido a la licitación funeral, ahora cada persona puede tomar su camino por separado, ser seguido por su grupo de acompañantes y transitar por senderos donde la privacidad es inquebrantable, en el cementerio no hay nada más que pasivas influencias religiosas, en medio de esta hermosa escena, el pastor o ministro lee reverentemente las oraciones por los muertos... 
El cambio que está ocurriendo tiende a elevar la dignidad y el respeto de la propia naturaleza humana, para crear un ideal sublime sobre la grandeza del misterio de la tumba. Ahora nosotros, percibimos, más y más, lo malo de los entierros dentro la ciudad, lo cual se debe a un proceso educativo durante el periodo de reforma … Aquí, en Londres, los ricos y respetables están sacando los restos de sus familiares de las tumbas y bóvedas de la metrópolis, aquí los inconformistas anglicanos están trayendo a sus muertos más antiguos desde los sagrados campos Bunhill Fields … pues existe la certeza de que las ventajas morales y sociales de los entierros extramuros se impregnan en todos los estratos de la sociedad. A pesar del poco conocimiento, a pesar de la oposición de aquellos que buscan que las cosas no cambien, las clases medias y obreras de la ciudad pronto verán las ventajas de los entierros fuera de la zona urbana, las cuales los liberarán de la extorsión … La simple decencia durante sepulcro, no lo es todo. [La LNC] se dio cuenta de que para trabajar con eficiencia debía convertirse en un enterrador, debía proveer casas de recepción y transporte, y eso es lo que ha hecho.»
 Illustrated London News en London Necropolis Company, abril de 1856, un año y medio después de la apertura del Cementerio de Brookwood

La London Necropolis Company ofrecía tres tipos de funerales: 
- Un funeral de primera clase permitía al comprador seleccionar la tumba de su elección en cualquier lugar en el cementerio. Al momento de su apertura, el cementerio tenía precios desde £2.10 (aproximadamente £212 libras en 2016) por un terreno básico de 9 × 4 ft (2.7 m × 1.2 m).[63] La LNC esperaba que aquellos que utilizaban las tumbas de primera clase erigieran monumentos permanentes, a su debido tiempo, después de los funerales.
- Los funerales de segunda clase costaban £1 (aproximadamente £85 en 2016), este plan permitía cierto control sobre el lugar del entierro.[39] El permiso para construir monumentos permanentes costaba 10 chelines adicionales (alrededor de £42 en 2016); si no se levantaba ningún memorial sobre este tipo de tumbas, la LNC se reservaba el derecho de reutilizarlas en el futuro.[63]
- Los funerales de tercera clase estaban reservados para personas pobres; estos individuos eran enterrados en los espacios designados para las parroquias. La LNC tenía prohibido construir fosas masivas (a menos que fueran los familiares quienes desearan utilizar una vez más la misma tumba) por lo que hasta el funeral más barato ofrecía tumbas separadas, sin embargo, a los usuarios de funerales de tercera clase no se les daba el derecho de erigir monumentos o memoriales.[39] las familias de los difuntos podían pagar después para cambiar de una fosa de tercera clase a una de una clase más alta, pero esta práctica era poco frecuente.[64] A pesar de esto, las fosas de Brookwood ofrecían más dignidad a los restos de las personas fallecidas que cualquier otro camposanto en aquel momento.[65]

Brookwood era uno de los pocos cementerios que permitía entierros los domingos, lo cual lo hizo popular entre las personas más pobres, ya que dejaba que las personas enterraran a sus seres queridos sin la necesidad de tomarse un día libre del trabajo. De igual forma, como las representaciones teatrales estaban prohibidas los domingos en el resto de los cementerios, Brookwood se convirtió en una opción popular para el entierro de actores, al grado que a los actores se les designó una sección especial en el cementerio, cerca de la estación del ferrocarril.
Mientras la mayoría de los entierros (aproximadamente 80%) operados por la LNC eran de personas pobres que se hacían a nombre de las parroquias, la LNC también llegó a un acuerdo con una serie de sociedades, gremios, entidades religiosas y organizaciones similares. La LNC otorgaba secciones especiales del cementerio a aquellos grupos que habían vivido o trabajado juntos, de tal forma que permanecieran unidos después de la muerte. Aunque la LNC nunca fue capaz de dominar la industria funeraria en Londres, el proyecto fue muy exitoso al atraer artesanos y grupos de personas con oficios que le llegaron a apodar "la Abadía de Westminster de la clase media". Un gran número de estas parcelas estaban destinadas para los pensionarios de Chelsea, la Antigua Orden de los Forasteros, el Cuerpo de Comisionarios y los miembros de la LSWR. El cementerio de los inconformistas también incluía un área para la comunidad parsi, la cual fue establecida en 1862 y hasta el 2011 era el único cementerio para los parsi en Europa.
Inmediatamente después de su fundación, la LNC se apoyaba de las empresas funerarias de Londres para organizar los entierros, pero con el tiempo la LNC se empezó a encargar de todos los aspectos relacionados con la organización de los funerales, desde la preparación del ataúd hasta los trabajos de albañilería. Los funerales se hacían de la forma más tradicional posible, a excepción de que London Necropolis utilizaba un tren en vez de una carroza/coche fúnebre. Al encargarse de la organización del funeral las oficinas de LNC o bien los familiares enviaban las cartas, especificando la sala, la hora de salida a Brookwood, y la hora esperada de regreso a Londres. Si el funeral se llevaba a cabo en Londres, un carro fúnebre tradicional trasladaba el cuerpo a la parroquia correspondiente y posteriormente a la estación de tren; pero si el funeral era en la terminal o en Brookwood, la procesión vendría directamente a la terminal.

### Funerales
Al llegar a la terminal los acompañantes eran dirigidos a una de las salas de espera (para funerales de primera y segunda clase) o la sala de espera comunal para la tercera clase. El ataúd solía ser bajado discretamente de la carroza y se enviaba a la plataforma por elevador. A aquellos que asistían a los funerales de primera y segunda clase se les permitía observar el ataúd en el tren si así lo deseaban. Después de reubicar la nueva terminal de Londres en 1902, algunos servicios funerarios se llevaban a cabo en capillas ardientes, sobre todo en los casos en los que los acompañantes no podían viajar hasta Brookwood. Cada puerta del tren de era etiquetada con el nombre del difunto, para asegurar que todos los pasajeros viajaban con grupo que les correspondía; para que los acompañantes abordaran el tren era necesario que primero se anunciara el nombre de la persona fallecida.
En el momento en que el servicio fue inaugurado, los trenes de la LNC estaban divididos por clase y por religión, con secciones separadas en el tren para los Anglicanos y los Inconformistas. Esta distinción se aplicaba tanto a los pasajeros vivos como a los difuntos, el objetivo era evitar que personas de diferente origen social se mezclaran, ocasionado que los acompañantes se molestaran; así mismo se pretendía impedir que los cuerpos de dos personas de diferentes clases sociales fueran trasladados en el mismo compartimento. Los carros/carruajes utilizados por las distintas clases sociales y religiones eran similares en el diseño, sin embargo lo que los distinguía era la cantidad de ornamentos en los compartimentos de las puertas.
A las 11:35 a. m. (los domingos a las 11:20 a. m.) el tren salía de Londres con dirección a Brookwood y llegaba a la Necrópolis a las 12:25 p. m. (12:20 p. m. los domingos).
Los ataúdes cuando llegaban a la estación del norte o del sur, solían ser bajados del tren y los ponían sobre andas para que los trabajadores de la LNC los empujaran hasta la capilla. Mientras esto sucedía, los acompañantes eran escoltados a las salas de espera. Una vez en las capillas, los funerales de primera y segunda clase generalmente tenían un breve servicio, los funerales de tercera clase se daba un solo servicio para todos los cuerpos que fueran a ser enterrados. En caso de que el servicio funerario se hubiera llevado a cabo en una parroquia o en la terminal de la LNC de Londres, los ataúdes eran llevados directamente a las tumbas.
Los trenes para regresar a Londres generalmente salían de la estación del sur a las 2:15 p. m.; el viaje de regreso inicialmente duraba una hora, debido a la necesidad de rellenar el motor con agua, pero después de la construcción de la torre de agua del cementerio, el tiempo del viaje se redujo a 40 minutos. En 1854 un acuerdo entre la LNC y el LSWR permitió que la LNC operara dos o tres líneas del tren todos los días, en caso de que la demanda fuera demasiada, pero el nivel del tráfico nunca fue suficiente como para activar esta cláusula.
El tren sólo corría si había un ataúd o pasajeros en la terminal de Londres a la espera de usarlo, y tanto el viaje de Londres a Brookwood y como el de regreso, solía ser cancelado si nadie necesitaba salir de Londres esa mañana. El tren tampoco operaba si había un solo ataúd de segunda o tercera clase, en estas situaciones el ataúd y la ceremonia fúnebre se llevaba a cabo hasta la siguiente vez que solicitaran el servicio. Los trenes solían hacer el recorrido directo de Londres al cementerio, no obstante se hacían paradas ocasionales para rellenar de agua el motor. Entre 1890 y 1910 los trenes a veces se detenían en Vauxhall y Clapham en beneficio de los acompañantes que provenían del suroeste de Londres y que no querían atravesar de Waterloo, pero estas paradas fueron discontinuas y nunca más las reinstalaron.
Después del 1.º de octubre de 1900 los trenes que funcionaban los domingos fueron suspendidos, a partir de 1092 el servicio diario de trenes también fue suspendido y solo se operaban cuando eran requeridos. En algunas ocasiones cuando había muchos dolientes, el LSWR proporcionaba trenes especiales que iban de Waterloo a Brookwood.
Con la intención de llevar a cabo entierros que previamente se habían llevado a cabo en los cementerios clausurados de Londres, la LNC previó la reubicación de esos cementerios cerrados en la Necrópolis, esta era su propuesta para solucionar los problemas causados por los entierros en zonas urbanas. Los enormes proyectos de ingeniería civil de mediados del siglo XIX —los ferrocarriles, el sistema de alcantarillado y los precursores del metro de Londres— regularmente requerían de la demolición de cementerios. La primera reubicación importante tuvo lugar en 1862, cuando la construcción de la estación de tren Charing Cross y las vías de entrada requerían que el cementerio de Cure College, en Southwark fuera demolido. Alrededor de 5.000 yardas cúbicas (3.800 m³) de tierra fueron desplazadas, descubriendo por lo menos 7,950 cuerpos. Estos cuerpos fueron colocados en 220 contenedores, cada uno con 26 cuerpos de adultos más los restos de los niños que cupieran, para que fueran sepultados nuevamente, el costo fue de alrededor de 3 chelines por cuerpo. El negocio de exhumación y reubicación de restos se separó de la LNC en 1973, y fue renombrado como Necrópolis, continuando sus operaciones hasta el año 2002.

## Desarrollo y dificultades

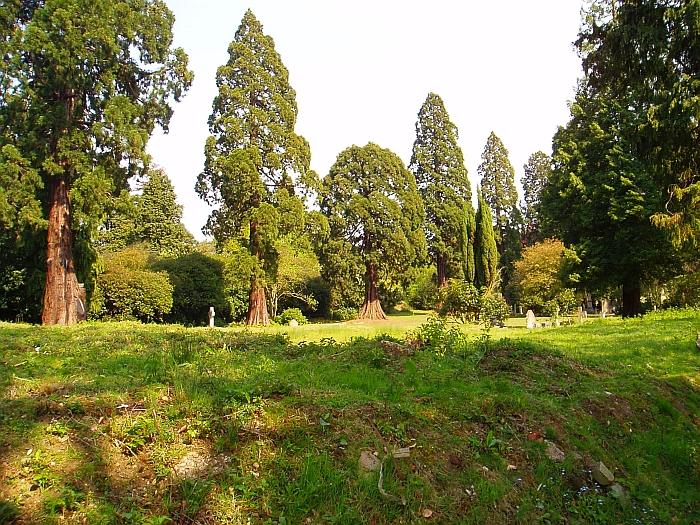
La tasa de entierros de la inc era mucho más bajo de lo que habían previsto. 80 % de las tumbas no estaban marcadas, lo cual convertía al cementerio en uno de los más despejados en comparación con otros.

El éxito de la LNC se basó en tomar el control de todo, o al menos de una porción significativa, de los entierros en Londres. Sin embargo, aunque la Enmienda a la Ley Metropolitana de Entierros había rechazado del proyecto de Chadwick de establecer dos cementerios cerca de Londres, había permitido que las parroquias de Londres hicieran sus propios arreglos para el entierro de sus muertos. Cada parroquia podía llegar a un acuerdo con el cementerio de su elección, o utilizar el dinero del diezmo para crear sus propios cementerios. La mala gestión financiera y las disputas internas dentro de la LNC habían retrasado la apertura del cementerio de Brookwood por 18 meses, durante este tiempo nuevos cementerios fueron abiertos cerca de Londres. Aunque algunas parroquias decidieron que Brookwood fuera el lugar donde enterrarían a sus muertos, la mayoría prefería llegar a acuerdos con cementerios menos lejanos, o comprar un terreno en las afueras de la ciudad y abrir sus propios cementerios. La preocupación por las irregularidades financieras y la viabilidad del proyecto habían llevado a que solamente se vendieran 15.000 de las 2.000 acciones de la LNC, lo cual limitaba gravemente el capital de trabajo y obligaba a la empresa a pedir grandes préstamos. La compra del terreno, que compensaba a los residentes locales por la pérdida de los derechos sobre las tierras comunales de Woking; construir el drenaje, diseñar los jardines de la porción que se iba a utilizar para el cementerio, tender las vías férreas y erigir las estaciones fueron tareas que costaron mucho dinero a la empresa. Con muy pocos contratos de entierro con las parroquias de Londres, las cuales se habían anticipado a llegar a acuerdos con otros cementerios, la LNC estaba al borde de la quiebra para cuando el Cementerio de Brookwood abrió en noviembre de 1854.
Reconociendo su situación financiera, la LNC presionó al Parlamento para que aprobara una nueva ley que permitiera que la empresa sobreviviera. El 23 de julio de 1855 la Enmienda a la ley del Mausoleo Nacional de Londres (en inglés London Necropolis & National Mausoleum Amendment Act) recibió la Aprobación Real. Esta enmienda eximía a la LNC de las expropiaciones que realizaba el Estado, el cual estaba autorizado para hacerlo porque eso se había establecido en la ley de 1852, no obstante esta decisión aligeró la carga financiera de la compañía. De igual manera, la enmienda dejaba que la LNC vendiera, en los siguientes 10 años, las partes del terreno que no eran requeridas para el cementerio, el objetivo era aumentar las fuentes de ingreso de la LNC.
Aunque le ley de 1855 permitía que la LNC vendiera porciones de tierra, esto era difícil. De los 2.200 acres cuadrados (8.9 km²) del sitio, solo 700 acres (2.8 km²) fueron ocupados para construir la Necrópolis y el sitio de reserva adyacente; otros 200 acres cuadrados (0,81 km²) no podían ser utilizados ni vendidos porque eran considerados tierras comunales por los habitantes locales; y los 1.300 acres cuadrados (5.3 km²) restantes, a pesar de que estaban disponibles para ser vendidos, la lejanía del lugar ocasionaba que muy pocos compradores se interesaran en el sitio. 214 acres cuadrados (0,87 km²) fueron comprados por el gobierno para dar asilo a prisioneros y personas cons trastornos mentales, no obstante la LNC tuvo que trabajar duro para poder vender el terreno restante. En el momento en el que terminó el plazo de diez años para la venta de tierras, sólo 346 acres cuadrados (1.4 km²) habían sido vendidos.
Con la mayoría de las tierras sobrantes aún sin vender, la LNC solicitó con éxito una nueva prórroga de cinco años; en ese momento la empresa se encontraba en graves dificultades financieras, y dependía de los préstamos de sus propios directores para liquidar deudas pendientes. El proyecto contemplaba que se llevarían a cabo entre 10.000 y 50.000 entierros por año, pero nunca se llegaron manejar más de 4.100; en sus primeros 20 años de operaciones el promedio anual de funerales fue de 3.200. A medida que el plazo de cinco años llegaba a su fin y las dificultades financieras no se resolvía, los accionistas presionaron para que se aprobara la Enmienda a la Ley de la Necrópolis y el Mausoleo Nacional de Londres en 1869. Esta ley removía todas las restricciones en cuanto a la venta de la tierra, pero a pesar de ellos las ventas del terreno sobrante fueron muy bajas. Para 1887 menos de la mitad de la tierra sobrante había sido vendida, la mayoría a un precio demasiado bajo.

### Cremación
En 1878 la Sociedad de Cremación de la Gran Bretaña compró un lugar aislado del terreno de la LNC en Brookwood para construir el crematorio de Woking. El crematorio fue terminado en 1879, pero Richard Cross, Ministro del Interior, cedió ante las fuertes protestas de los residentes locales, amenazando con enjuiciar a los individuos que realizaran cremaciones. como consecuencia el crematorio no fue utilizado más que para la incineración experimental de ganado. El juicio de William Price en 1884 estableció que la cremación humana no era ilegal en Inglaterra, por lo que el 26 de marzo de 1885 se celebró la primera creación humana en Woking.

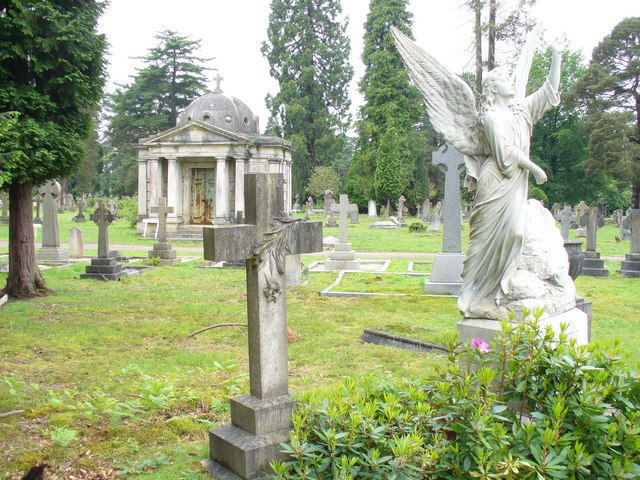
El columbario de Brookwood, construido como un Mausoleo a petición de Lord Cadigan, pero convertido en 1910, en almacén de las urnas de cremación.

Aunque la LNC era hostil a la idea de la cremación, el Crematorio de Woking era el único crematorio en funcionamiento en todo el país, y como el tren que salía de la estaciónNecrópolis era la forma más fácil de transportar a los muertos y sus acompañantes de Londres a Woking, se comenzó a ofrecer transporte al crematorio, lo cual generó ganancias económicas para la LNC .
No obstante, la cremación seguía siendo algo inusual y muy caro; el costo de una cremación en Woking era de £6, no incluía el transporte ni los gastos del funeral, ese precio era mucho más alto que el entierro de primera clase en Broowood que costaba £2,10. Para 1891 sólo 177 personas habían sido creados en Woking. Cyril Tubbs reconoció que un aumento en cremaciones, una vez que la práctica se volviera común, representaba una oportunidad para que la LNC. En julio de 1891, Tubbs propuso que la LNC tenía que crear su propio crematorio y columbrado (edificio para el almacenamiento de los restos incinerados) dentro del cementerio, con el objetivo de tomar el control de todos los arreglos funerarios en la Sociedad de la Cremación. La Sociedad Cremación estaba dispuesta a impedir que surgiera un competidor para el crematorio de Woking. Las tarifas para el transporte de los acompañantes y los ataúdes en tren de la Necrópolis habían sido fijados por el Parlamento en 1852, 6 chelines costaba el boleto de un pasajero de primera clase y £1 costaba el viaje de un ataúd en primera clase (£30 y £98 libras esterlinas respectivamente en términos del valor adquisitivo de 2016). A las compañías funerarias rivales no se les permitía utilizar el tren de la LNC para ir al Cementerio de Brookwood, por lo que tenían que pagar tarifas mucho más caras para transportar los ataúdes de Waterloo a Woking, dando una ventaja significativa a LNC en cuanto al acceso al crematorio. Como la LNC nunca construyó su propio crematorio, Lord Cadigan, en 1910 decidió que ya no quería ser enterrado en el mausoleo que había encargado al Brookwood.

### Cyril Tubbs

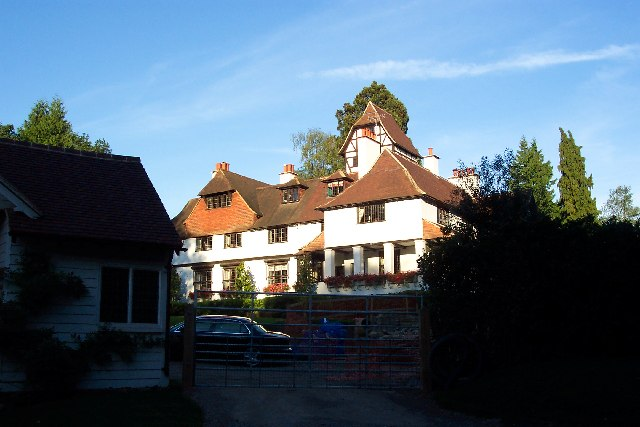
Como fueron incapaces de encontrar un agente de ventas para la zona de Hook Heath, la LNC desarrolló un pr´sopero suburbio en el lugar.

En diciembre de 1887 la LNC nombró a Cyril Tubbs para que supervisara la empresa. A Tubbs se le asignó la tarea de «promover los intereses de la compañía», incluyendo la compra y venta de tierras, la supervisión de las estaciones de ferrocarril, la publicidad del cementerio y el enlace con la LSWR. Tubbs se dedicó a reestructurar el diseño del Cementerio de Brookwood para que fuera más atractivo para los asistentes y visitantes. El cementerio estaba dividido en secciones numeradas, separadas por avenidas, las cuales habían sido nombradas para facilitar a los visitantes la localización de tumbas o bien para orientarse dentro del cementerio. El sistema de numeración y nombramiento de avenidas, ideado por Tubbs ha estado en uso hasta el día de hoy.
Tubbs estableció una fábrica de mampostería y una sala para su exposición dentro del cementerio, de tal forma que los trabajadores pudieran hacer ahí mismo la piezas necesarias para las tumbas y no tuvieran que ser traídas desde Londres, además abrió un vivero para la venta de plantas y coronas. Esto provocó que los familiares sembraran plantas y arbustos alrededor de las tumbas de sus seres queridos, situación que fue aprovechada por la LNC para promocionarse como "El Jardín del Descanso". En 1904 los trabajos de albañilería fueron ampliados y con la intervención de la línea de ferrocarril, la LNC podía vender sus lápidas y otras piezas en los cementerios de todo el país.
Tubbs también supervisó la reestructuración del debilitado programa de venta de las tierras sobrantes de la LNC. La finca fue dividida en tres partes, y se nombraron a agentes inmobiliarios independientes para supervisar cada sección. Muchas de las tierras cercanas a la estación de tren de Woking y a Brookwood fueron vendidas a precios más altos de los que la LNC establecido previamente, sin embargo no se pudo encontrar a un agente que supervisar la venta de la tercera sección de tierras en Hook Heath, por lo que el mismo Tubbs se hizo cargo de ese asunto. Durante la década de 1890 el sitio fue dividido en grandes terrenos para el desarrollo de viviendas y un campo de golf que atraería a los residentes y a los visitantes.

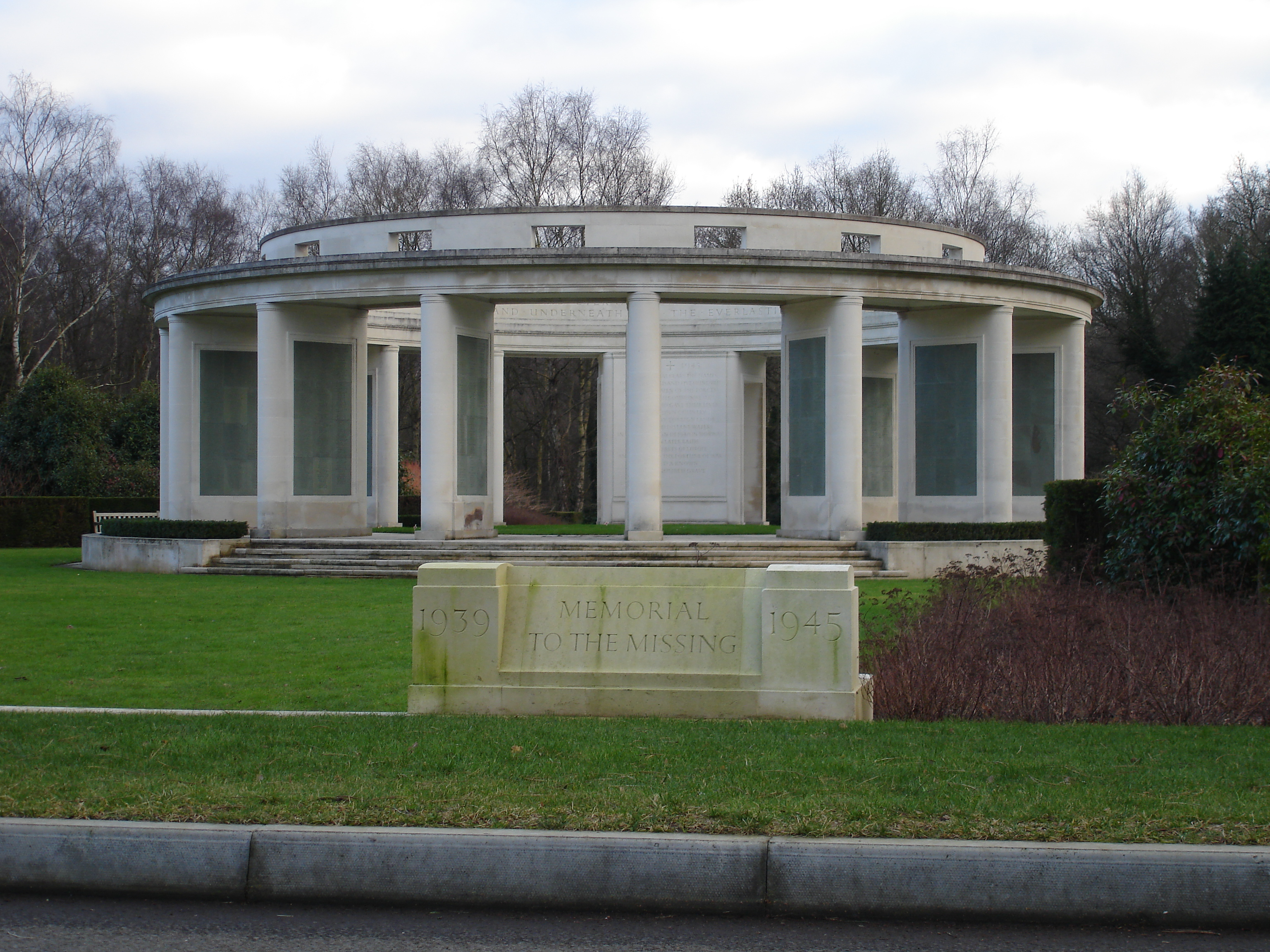
El Memorial de Brookwood desvelado por la Reina Elizabeth II, es considerado uno de los memoriales de guerra más importantes del Reino Unido.

En agosto de 1914, durante el estallido de la Primera Guerra Mundial, la LNC se ofreció a donar a la Oficina de Guerra 1 acre (4,000 m²) de tierra para "llevar a cabo el entierro de los soldados y marineros que regresan heridos de la guerra y que subsecuentemente mueren". la oferta no fue tomada hasta 1917, cuando una sección del cementerio fue designada como el Cementerio Militar de Brookwood; ahí se enterara el personal que murió en el Distrito de Londres. En 1921 esta área fue vendida a la Imperial War Graves Commission (en español la Comisión Imperial de Tumbas de Guerra), desde entonces los cementerio militares han sido administrados por esta comisión. En septiembre de 1922 la LNC vendió un área adyacente al Cementerio Militar, al gobierno de Estados Unidos. La LNC fue contratada por el gobierno estadounidense para diseñar los jardines en esa zona y construir una capilla, con lo cual se erigió el Cementerio Militar Estadounidense (más tarde nombrado Cementerio Militar Americano de Brookwood), el único cementerio en Gran Bretaña dedicado a los militares estadounidenses caídos en la Primera Guerra Mundial. Aunque fue construido por la LNC, desde 1923 el Cementerio Militar Americano ha sido administrado por la Comisión Americana de Monumentos de Batalla. Después de la Segunda Guerra Mundial los cementerios militares se expandieron para incluir secciones dedicadas a los países aliados. En conjunto estos cementerios ocupan 37 acres del terreno.

## Clausura de la LíneaLondon Necropolis
El 13 de abril de 1927 Cyril Tubbs murió, después de 40 años como supervisor y administrador general de la LNC. Poco después, durante las reuniones de los accionistas, llevadas a cabo entre el 16 de junio y 14 de julio de 1927, las palabras "Mausoleo Nacional" se retiraron del nombre de la LNC, pasando a ser oficialmente London Necropolis Company. El 28 de diciembre de 1927 murió George Barrat, quien había trabajado para la LNC por 63 años y había obtenido el puesto de Superintendente del Cementerio de Brookwood.
Por otro lado, aunque el número de entierros fue disminuyendo gradualmente, la situación se mantuvo relativamente estable para la LNC; no obstante, para ese entonces el uso frecuente de carrozas fúnebres había comenzado a repercutir en la cantidad de personas que utilizaban el tren de la Necrópolis. Los trenes aún realizaban corridas hacia el cementerio cuando había una alta demanda, pero el servicio de corridas diarias que antes operaba dejó de funcionar, pues ahora solo se hacían corridas dos veces a la semana . Los árboles sembrados en los alrededores de las vías ya habían madurado y el cementerio de Brookwood se estaba convirtiendo en una atracción turística, que incluso contaba con excursiones guiadas.
Durante la Segunda Guerra Mundial la estación de Waterloo y los puentes del Támesis fueron blanco de bombas, además hubo varias explosiones en la estación durante el bombardeo de Londres entre 1940 y 1941. En este sentido, aunque en la estación de la Necrópolis hubo varias interrupciones en el servicio de trenes debido a la acción del enemigo (Alemania), la estación no sufrió daños durante las primeras etapas de la guerra. No obstante la noche del 16 y 17 de abril de 1941, en uno de los últimos ataques, el lugar se vio seriamente afectado. El material y el revestimiento de la sección central se incendió, así mismo el arco que conectaba a la línea principal con la terminal Necrópolis fue gravemente dañado. A pesar de que el edificio de oficinas de la LNC y las plataformas de las estaciones sobrevivieron, la sección central fue reducida a escombros. El 11 de mayo de 1941 la estación fue oficialmente cerrada.
La compañía de trenes Southern Railway (SR), que había absorbido a la LSWR en 1923, ofreció a la London Necropolis Company el uso temporal de la estación de Waterloo para seguir ofreciendo servicios de transporte al cementerio, pero con la condición de que la LNC dejara de vender a los visitantes boletos de tren a precios muy bajos, excepto que se tratara de personas que asistían a un funeral. La LNC intentó negociar un acuerdo por el cual los dolientes pudieran viajar por un bajo costo al cementerio en el servicio de las 11:57 a. m. a Brookwood (el servicio de la Southern Railway más próximo al horario de salida que ofrecía la LNC), sin embargo la administración de la SR no aceptó tal compromiso, puesto que la empresa se encontraba bajo una gran presión financiera debido a las restricciones y los daños en su infraestructura provocados por la guerra. En septiembre de 1945, tras el fin de la Segunda Guerra Mundial, los directores de la LNC se reunieron para considerar las posibilidades de reconstruir la terminal, pues a pesar de que la línea de Waterloo a Brookwood había permanecido en funcionamiento durante los años que duró la guerra, la línea que iba de Brookwood al cementerio se encontraba en malas condiciones debido a la falta de uso.
Richard Broun había calculado que durante su primer siglo de operaciones el cementerio operaría aproximadamente cinco millones de entierros, a una tasa de 50,000 funerales por año; sin embargo, para 1941 solamente 203, 041 personas habían sido enterradas en Brookwood, es decir, a 87 años de iniciar operaciones aún estaba muy lejos de su meta. Por otra parte el aumento en el uso del trasporte motorizado había dañado la rentabilidad del ferrocarril, aunado a ello los costos de reconstrucción de la línea de la LNC eran muy altos, por lo que los directores de la compañía concluyeron que "el cambio en las condiciones habían hecho que el uso del tren se volviera obsoleto". A mediados de 1946 la LNC informó a la SR que la terminal de Westminster Bridge no sería reabierta.
La decisión provocó complicadas negociaciones con la SR sobre el futuro de las instalaciones de la LNC en Londres. En diciembre de 1916 los directores de ambas empresas llegaron a un acuerdo, las instalaciones de las estaciones de la LNC pasarían a manos de la SR, mientras que las oficinas se quedarían en manos de la LNC para que les diera el uso que le conviniera. En 1947 la LNC vendió el sitio a la Asociación Británica Humanitaria (en inglés British Humane Association) por la suma de £21,000 (alrededor de £741,000 en términos del poder adquisitivo de 2016), transfiriendo las oficinas de la LNC a Brookwood.
Como la mayoría de los negocios de la LNC siendo operados por tierra, el 13 de mayo de 1946 se firmó un acuerdo que permitía a la LNC hacer uso de los servicios de la estación de Waterloo a Brookwood para transportar cadáveres, pero con la condición de que si el servicio era utilizado con mucha frecuencia, la SR (más tarde British Railways) se serraba el derecho de restringir el número de servicios prestados. Aunque uno de los vagones de la LNC había sobrevivido a los bombardeos, era poco probable que se utilizara; a partir de entonces los ataúdes se transportaban en el compartimento para el equipaje de los trenes de la SR.
A pesar de que la LNC propuso convertir la línea férrea en una gran avenida, que fuera de la estación de Brookwood y atravesara todo el cementerio, esto nunca sucedió. Los rieles y las traviesas fueron removidas en 1947, el espacio que ocupaban se convirtió en un camino de tierra, aunque es necesario señalar que la línea oeste de la estación de Brookwood siguió en funcionamiento hasta el 30 de noviembre de 1964. Después de la clausura de las dos estaciones del cementerio, las estructuras de dichas estaciones permanecieron abiertas como kioscos, por lo que fueron renombradas Bar Norte y Bar Sur. Después de que el Sr. y la Sra. Dendy, quienes administraban el Bar Norte, se retiraron la construcción fue demolida debido al desecamiento de la raíz. El Bar Sur, por su parte, siguió en operación hasta finales de los años 60.

## Fin de la Independencia de la LNC
Después de 1945 la cremación se volvió una práctica cada vez más popular en Gran Bretaña. En 1946 la LNC obtuvo el consentimiento para construir su propio crematorio en la sección de los Inconformistas anglicanos, pero decidió no proceder. En 1945 la LNC comenzó la construcción de los Claros de Remembranza (Glades of Remembrance en inglés) una zona boscosa dedicada al entierro de los restos creados. El lugar fue inaugurado por Henry Campbell, Obispo de Guildford, en 1950. Las lápidas tradicionales y los monumentos fueron prohibidos, mientras que las tumbas eran marcadas solamente por pequeñas piedras de 2 o 3 pulgadas.
A pesar de que en su fundación la LNC había esperado manejar 50.000 enterramientos por año, e incluso sin que se le hubiera concedido el monopolio de los entierros en Londres, había planeado manejar mínimo 10.000 funerales por año; no obstante, el Cementerio de Brookwood nunca fue tan popular como se esperaba. Al momento del cierre de la línea de ferrocarril, sólo 203,041 entierros se habían llevado a cabo, y la tasa disminuía de forma constante. En noviembre de 1994, en su 150 aniversario, solamente se habían realizado 231, 730 funerales. El sitio había sido planeado para albergar 5,000,000 de tumbas, sin embargo, casi todo el terreno estaba vacío.
A pesar de la disminución de los entierros, el aumento en el valor del terreno en los años de la posguerra, significaba que la LNC era todavía una empresa valiosa y exitosa. En los años 40 la empresa compró acciones de otras firmas funerarias, particularmente las que pretendían expandirse a los suburbios del suroeste de Londres, los cuales tenían fácil acceso a Brookwood. La LNC continuó presionando a la SR y a su sucesor la British Railways (1948) hasta la década de 1950 para que ofreciera tarifas más baratas a los visitantes del cementerio, sin embargo, nunca pudieron llegar a un acuerdo. En 1957 British Railways consideró permitir a la LNC vender boletos de tren con tarifas de descuento (aproximadamente 6 chelines más baratos) para los viajes de Londres a Brookwood y viceversa; la LNC sintió que la diferencia en la tarifas era muy pequeña, lo cual no era suficiente para atraer a los visitantes, como consecuencia la propuesta fue retirada.
Debido a las preocupaciones de Henry Drummond en 1852 de que la LNC fuera blanco de la especulación inmobiliaria, la venta de tierra para el desarrollo de complejos habitacionales había sido expresamente prohibida por la Ley del Parlamento, la consecuencia de esa decisión fue que mucha de la tierra que no se ocupó para la creación del cementerio permaneciera sin explotarse.

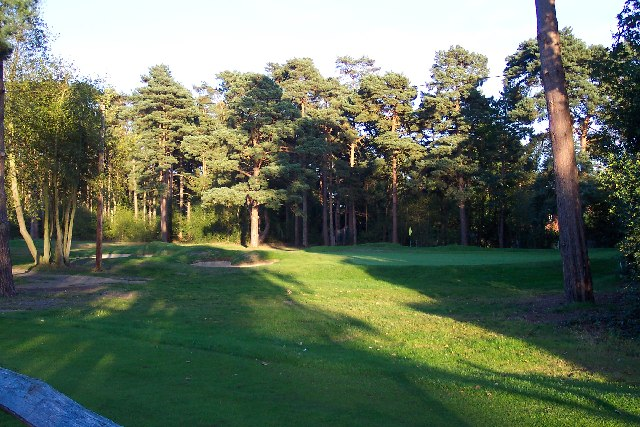
Las leyes que regulaban la LNC no dejaban que se construyera un sitio reserva de 200 acres (0,81 km²). Por lo tanto Cyril Tubbs lo convirtió en un campo de golf (West Hill Golf Course).

Para la década de 1950 el área cercana a Woking estaba densamente poblada, por lo que la renta de la de tierra de la LNC era un activo muy valioso, en mayo de 1955 la empresa Alliance Property Company emprendió una feroz adquisición de acciones con el objetivo de usar la zonas que le cementerio no ocupó para el desarrollo de inmuebles. La oferta fracasó, pero incitó a la LNC a asegurar la aprobación de la Ley Necrópolis de 1956, que permitía la venta de toda la tierra sobrante. La empresa Brookwood Estates Realisation Company fue fundada para supervisar el proceso de venta de las tierras sobrantes que no eran explotadas, y observar la reserva del cementerio; reconociendo con ello que el Cementerio de Brookwood nunca se expandiría más allá de sus límites originales.
La antigua estación del sur estaba cerca de la carretera A322, haciéndola una de las zonas del cementerio con más fácil acceso. Como parte de la Ley de 1956, la Necrópolis de Londres LNC obtuvo el consentimiento del Parlamento para convertir la capilla anglicana en desuso en un crematorio, para utilizar la capilla construida por Cyril Tubbs entre 1908 y 1909 para los servicios funerarios, mientras que el edificio de la estación funcionaría como una sala de espera para aquellos que asistían a una cremación y un lugar para almacenar los ataúdes. Sine embargo debido a los problemas de liquidez por los que atravesaba la compañía, el proyecto no se realizó.
En 1957 Alliance Property anunció que controlaba la mayoría de las acciones de la empresa Brookwood Estates Realisation Company, la cual en enero de 1959 adquirió la London Necropolis Company (LNC), terminando con la independencia de a misma.

### Después de la adquisición

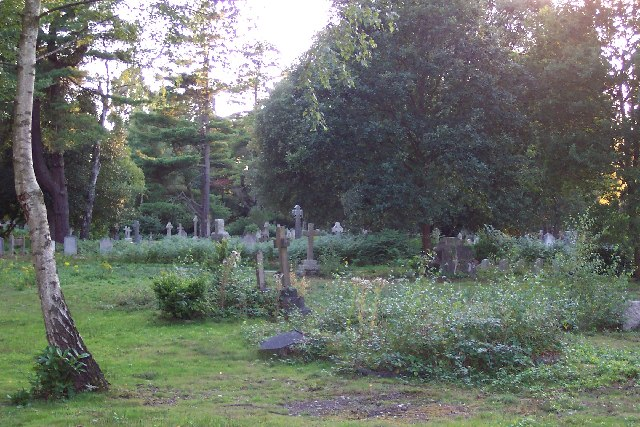
En las décadas que siguieron a la desaparición de la LNC, gran parte del cementerio comenzó a volverse desierto.

Históricamente la LNC había invertido gran parte de sus ingresos por los entierros en inversiones para pagar el mantenimiento de cementerio. Aunque la compañía Property Alliance mantuvo el nombre de "Londres Necropolis Company" para su negocio de funerales, en realidad la empresa era una promotora inmobiliaria sin ningún interés en la industria funeraria, por lo que vio pocas razones para gastar grandes cantidades en el mantenimiento del cementerio, para proceder con la construcción de un crematorio, para la promoción de nuevos entierros. La creciente popularidad de la cremación significaba que la tasa de entierros estaba en un mínimo histórico, mientras que el carácter victoriano del cementerio había pasado de moda. Los ingresos por entierros eran insuficientes para mantener los terrenos del cementerio, por lo tanto se produjo un proceso de desestimación del lugar. En la década de 1960 muchos trabajadores fueron recortados de la empresa.
En 1970 Alliance Property vendió la LCN a la empresa Cornwall Property (Holdings) Ltd. Al año siguiente Cornwall Property la vendió al grupo Great Southern Group, dueños del cementerio Streatham Park Cemetery, South London Crematorium (en español Crematorio del Sur de Londres) y de una cadena de funerarias en el centro de Londres.
El grupo Great Southern Group desmanteló gran parte de lo que quedaba de la compañía. Frederick W. Paine fue separado de la LNC, junto con el departamento especializado en la supervisión de la exhumación y traslado de restos, puesto que se buscaba desarrollar un complejo inmobiliario. Finalmente el grupo Great Southern vendió la LNC a la empresa Maximilian Investments en julio de 1973, por una suma de £400,000.

## Legado

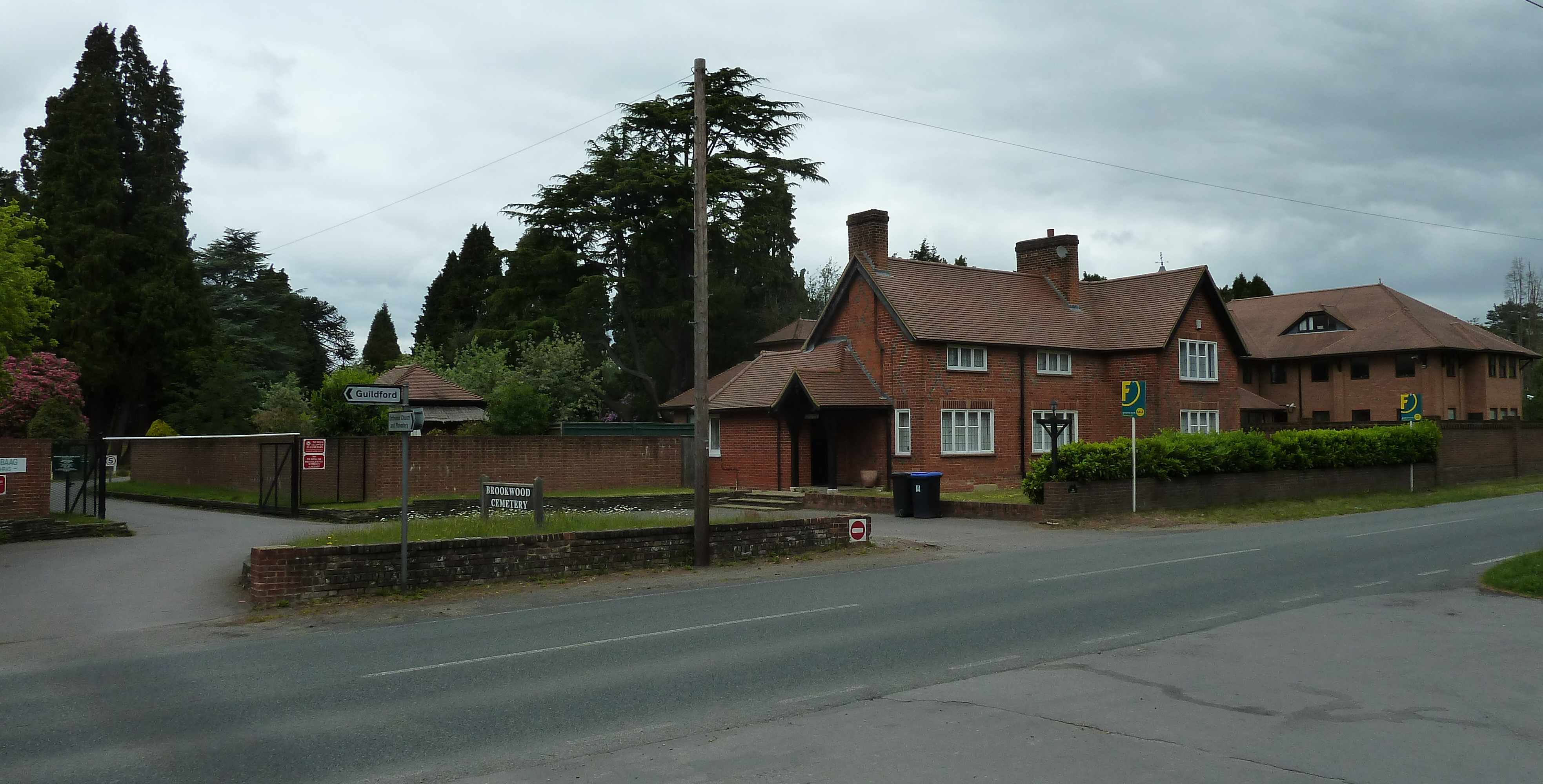
La antigua oficina del superintendente, que albergó de 1947 a 1975 las oficinas de la LNC.

Las empresas Alliance Property y Great Southern Group despojaron a la LNC de todos sus activos, excepto por el cementerio, la LNC había perdido ya mucho valor. Sin embargo, la firma Maximilian Investments aseguró la aprobación de la Ley Cementerio de Brookwood de 1975, la cual le autorizaba a la empresa vender la tierra dentro de la zona de operaciones del cementerio. La antigua oficina del superintendente, que después albergó las oficinas de la LNC, fue vendida para el desarrollo de oficinas. Tras la venta de las oficinas de la LNC, el cementerio fue renombrado como Brookwood Cemetery Ltd, y las oficinas se trasladaron a una pequeña casa de campo. Con poco espacio disponible para el almacenamiento, la mayoría de los registros de la LNC se destruyeron durante el cambio de sede. Las extensiones de tierra dentro del cementerio fueron vendidas a varios grupos religiosos y a familias ricas para su uso como cementerios privados. Los trabajos de mampostería siguieron funcionando hasta principios de 1980, aunque desde 1960 no estaban bajo el control de la LNC. Más tarde, el lugar que ocupaba la fábrica de mampostería fue vendido y convertido en un edificio de oficinas llamado Stonemason's Court.
Aunque la ley de 1975 especificaba que una parte de las ganancias de la venta de las tierras debía ser usada para dar mantenimiento al cementerio, pocos trabajos de restauración se llevaron a cabo y el cementerio continuó su proceso de desertización. Con los nuevos propietarios de la tierra, interesado solamente en volver a desarrollar aquellas partes del cementerio que no estaban en uso, el cementerio se hundió aún más en el olvido.

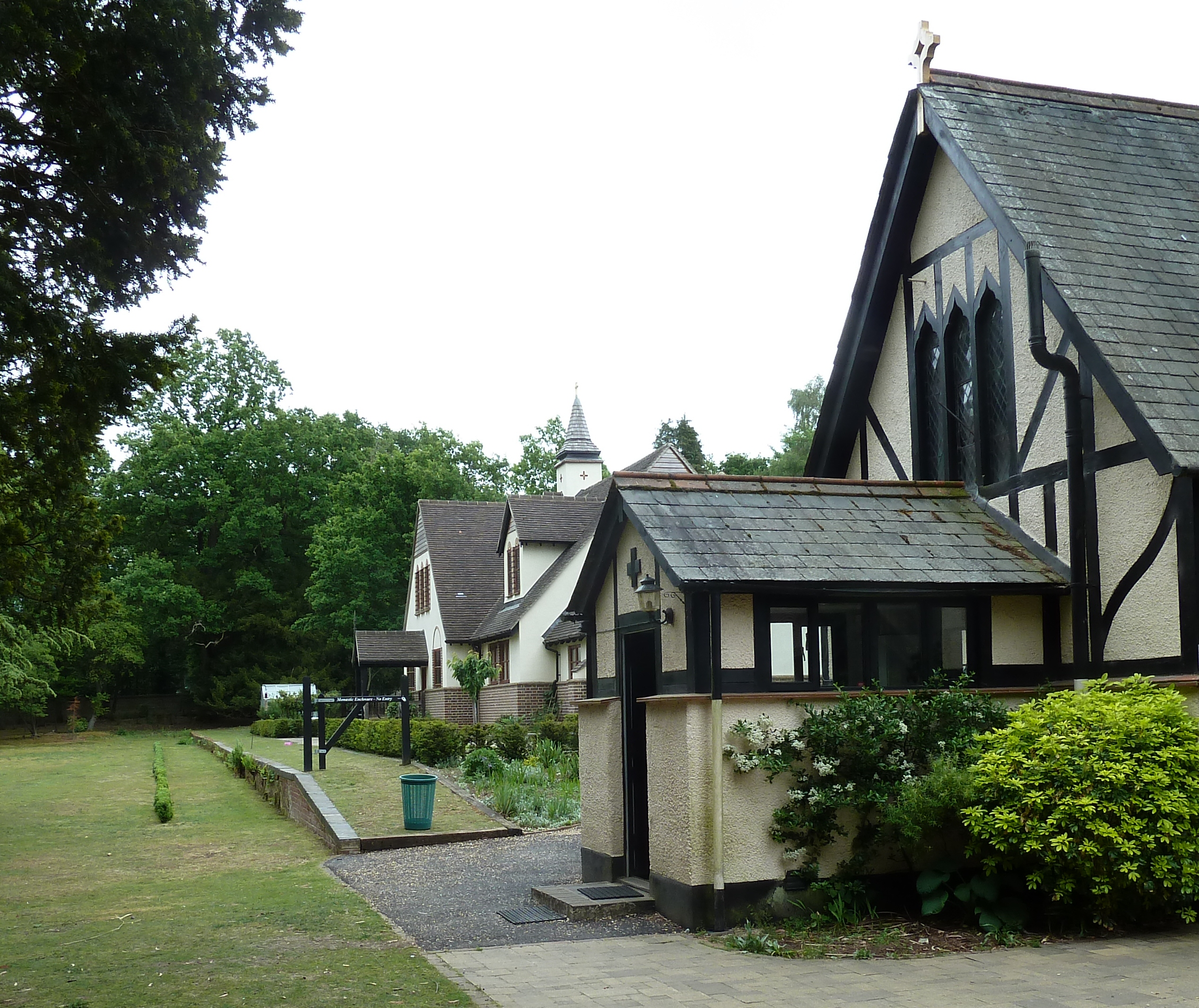
Los restos de la estación del sur en 2011. El edificio del primer plano, es la Capilla Anglicana de 1854.

Los últimos operadores del kioskio sur se retiraron a finales de los años 60 y de ahí en adelante del edificio de la estación fue utilizado como un almacén. La mitad del edificio se incendió en septiembre de 1972. El edificio era muy popular entre los amantes del ferrocarril y la arquitectura como una pieza distintiva de la arquitectura ferroviaria de estilo victoriano, pero a pesar de que se emprendió una campaña de presión para preservar las secciones restantes del edificio, éstas fueron demolidas poco después. Para el momento de su demolición, la estructura "temporal" ya tenía 118 años. En 1982 como parte del programa de la venta de tierras, las dos capillas anglicanas abandonas y 5 acres (20,000 m²) alrededor de ellas fueron vendidas a la hermandad de San Eduardo, una orden de monjes de la Iglesia Ortodoxa Rusa. La Hermandad se dedicó a la restauración de las capillas para el uso religioso. La capilla original de 1854 es utilizada como un centro de visitantes y como hogar para de los miembros del monasterio, mientras que la capilla construida por Cyril Tubbs en 1908 es ahora la Iglesia Ortodoxa Rusa de San Eduardo el Mártir, donde se albergan las reliquias y el santuario de Eduardo el Mártir, rey de Inglaterra del 975 - 978 d. C. El monasterio principal se ha construido en el lugar de la antigua estación, mientras que la plataforma se mantiene intacto y ahora marca el límite del monasterio.
En marzo de 1985 la compañía fue comprado por Ramadan Güney, cuya familia poseía el cementerio hasta que fue adquirido por el Consejo de la Ciudad de Woking en diciembre de 2014. La familia de Güney se embarcó en un programa de construcción de vínculos con las mezquitas de Londres para atraer nuevos clientes al cementerio. Geney comenzó un lento programa de limpieza de las secciones del cementerio y la restauración de monumentos significativos. Todos estos esfuerzos por atraer a nuevos clientes fueron exitosos, al grado de que algunas de las tierras sobrantes vendidas en los años 70, han sido compradas nuevamente por el cementerio. En junio de 1989 el cementerio fue designado un área de conservación, y posteriormente fue declarado un sitio de especial interés científico. En 1992 se formó la Sociedad del Cementerio de Brookwood para mejorar el conocimiento del cementerio; la Sociedad organiza visitas guiadas y otros eventos, restaura monumentos dañados, y mantiene la señalización dentro del cementerio. Es con estas intenciones que el Consejo de la Ciudad de Woking acordó en una reunión especial del 24 de noviembre de 2014 que debería asegurar el cementerio mediante el establecimiento de la empresa Woking Necropolis & Mausoleum Limited.
A pesar de que nunca fue tan exitosa como se planeó, la London Necropolis Company tuvo un impacto significativo en la industria funeraria, pues los principio de la empresa influyeron en el diseño de muchos otros cementerios alrededor del mundo. El poblado de Brookwood ha crecido hacia el norte de la línea del ferrocarril, la cual es ahora una vía que sigue siendo utilizada por los visitantes del cementerio. El Cementerio de Brookwood sigue siendo el cementerio más grande en el Reino Unido y uno de los más grandes del mundo. Algunas columnas de hierro en la Terraza Newnham que alguna vez sujetaron el viaducto del tren que se dirigía a la Necrópolis, así igual que el edificio de oficinas de la LNC en la calle Westminster Bridge Road son las únicas estructuras supervivientes de la Londres Necropolis Company en Londres.